# Fiat 124 Sport Spider
A Fiat 124 Sport Spider egy sportautó, amit 1966–1985 között gyártottak, kevesebb mint 200 000 darabszámban. A nagyközönség először az 1966-os Torinói Autóbemutatón találkozhatott vele. Elsősorban az amerikai piacra készült, ahová az összes darabszám mintegy 85%-a jutott. 1975-ben egy komoly módosításon esett át az autó annak érdekében, hogy megfeleljen az akkor életbe lépett komoly USA környezetvédelmi szabványnak. Ettől kezdve a nagyobb hengerűrtartalommal rendelkező autók jóval gyengébbek lettek elődeiknél.